# Baraki-Nakayama (métro de Tokyo)
Baraki-Nakayama (原木中山駅, Baraki-Nakayama-eki) est une station du métro de Tokyo sur la ligne Tōzai à Funabashi, préfecture de Chiba. Elle est exploitée par le Tokyo Metro.

## Situation sur le réseau
La station Baraki-Nakayama est située au point kilométrique (PK) 28,9 de la ligne Tōzai.

## Histoire
La station a été inaugurée le 29 mars 1969.

## Services aux voyageurs

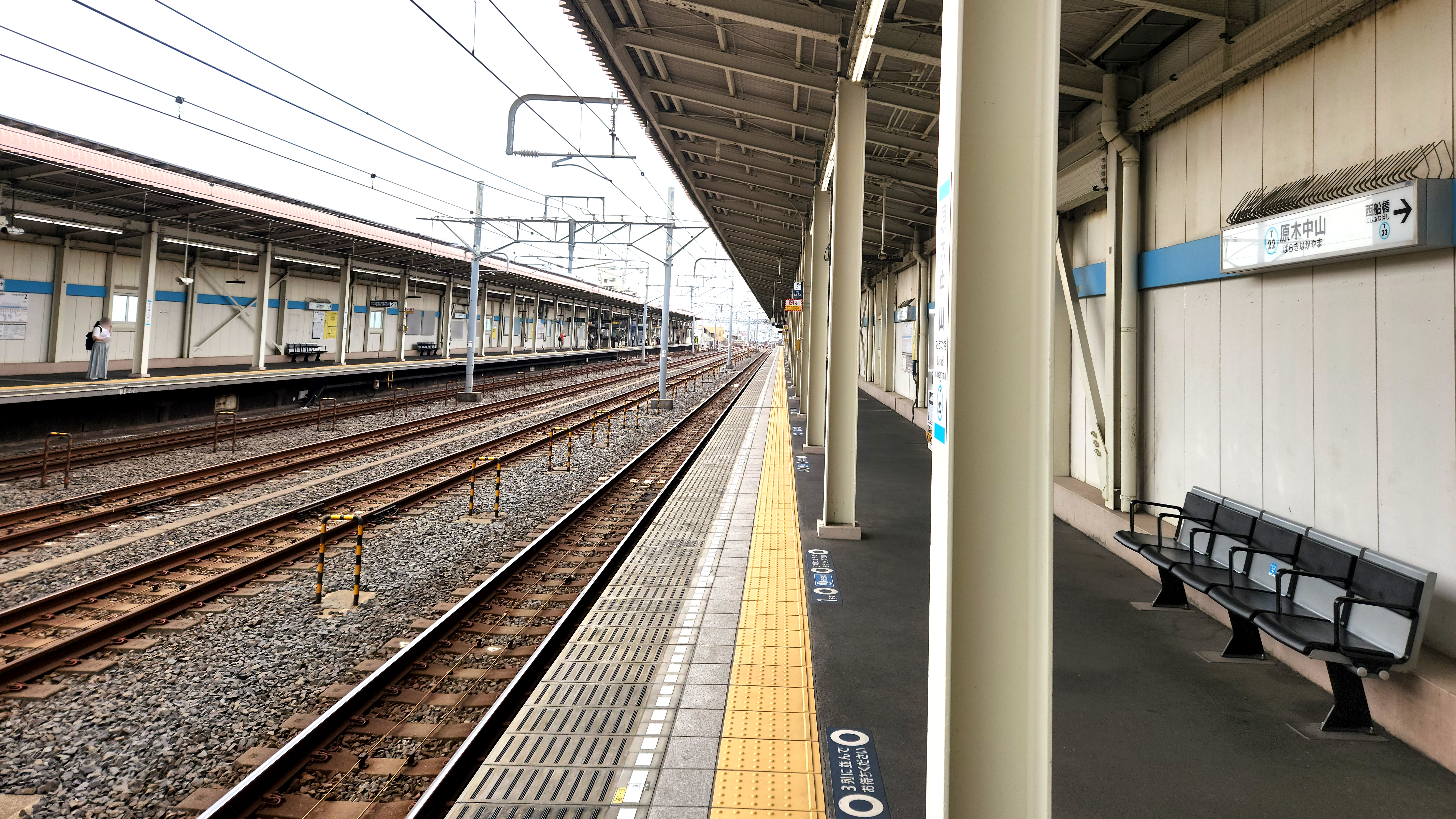
Quais de la station

### Accès et accueil
La station, établie en extérieur, est ouverte tous les jours.
En moyenne, 26 016 voyageurs ont fréquenté quotidiennement la station en 2015.

### Desserte
Ligne Tōzai :
- voie 1 : direction Nishi-Funabashi (interconnexion avec la ligne Tōyō Rapid pour Tōyō-Katsutadai ou la ligne Chūō-Sōbu pour Tsudanuma)
- voie 2 : direction Nakano (interconnexion avec la ligne Chūō-Sōbu pour Mitaka)